# The Singles (Feeder)
Feeder-The Singles è una raccolta di singoli della band Feeder.
Nell'album, pubblicato il 15 maggio 2006, sono presenti 17 singoli (pubblicati tra il 1997 e il 2005) e 3 canzoni inedite: Lost & Found, Save Us e Burn the Bridges.
Il DVD bonus include tutti i video girati dalla band fino al 2006, ad eccezione di Save Us, pubblicata due mesi dopo l'uscita dell'album. The Singles si è piazzato secondo in Inghilterra (e certificato disco di platino), alla posizione 13 in Irlanda e alla numero 37 in Giappone.

## Tracce
CD
1. Come Back Around (da Comfort in Sound)
2. Buck Rogers (da Echo Park)
3. Shatter (da Pushing the Senses vers. giapponese + colonna sonora "I Guardiani della Notte")
4. Just the Way I'm Feeling (da Comfort in Sound)
5. Lost and Found - inedita
6. Just A Day (edit) (Precedente b-side del singolo Seven Days In The Sun dall'album Echo Park diventato poi singolo)
7. High (da Polythene)
8. Comfort In Sound (Spike Mix) (da Comfort in Sound)
9. Feeling A Moment (da Pushing the Senses)
10. Burn The Bridges - inedita
11. Tumble And Fall (da Pushing the Senses)
12. Forget About Tomorrow (da Comfort in Sound)
13. Tender (da Pushing the Senses)
14. Pushing the Senses (da Pushing the Senses)
15. Save Us - inedita
16. Seven Days In The Sun (da Echo Park)
17. Insomnia (da Yesterday Went Too Soon)
18. Turn (da Echo Park)
19. Yesterday Went Too Soon (da Yesterday Went Too Soon)
20. Suffocate (single edit) (da Polythene)

DVD
1. Lost And Found – 2:58
2. Shatter – 3:00
3. Tender – 4:21
4. Pushing the Senses – 3:26
5. Feeling A Moment – 4:13
6. Tumble And Fall – 4:21
7. Comfort In Sound – 3:40
8. Find The Colour – 3:43
9. Forget About Tomorrow – 3:52
10. Just The Way I'm Feeling – 4:04
11. Come Back Around – 3:15
12. Piece By Piece – 4:20
13. Just A Day – 4:09
14. Turn – 4:07
15. Seven Days In The Sun – 3:41
16. Buck Rogers – 3:12
17. Paperfaces – 4:03
18. Yesterday Went Too Soon – 4:20
19. Insomnia – 3:00
20. Day In Day Out – 3:29
21. Suffocate – 4:03
22. High – 4:28
23. Crash – 3:49
24. Cement – 3:18
25. Tangerine – 3:55
26. Stereo World – 3:30